# Абрамовка (Переволоцький район)
Абра́мовка (рос. Абрамовка) — село у складі Переволоцького району Оренбурзької області, Росія.

## Географія
Село розташоване за 30 км (по дорогах) північніше районного центру — селища Переволоцький. Через село протікає річка Мохова (притока Кувая), що бере початок поряд з селом.

## Населення
Населення — 334 особи (2010; 344 у 2002).
Національний склад (станом на 2002 рік):
- росіяни — 88 %